# Elaterium
Elaterium là một chi bọ cánh cứng trong họ 
Elateridae.
Chi này được miêu tả khoa học năm 1854 bởi Westwood.

## Các loài
Chi này có các loài:
- Elaterium pronaeus Westwood, 1854